# 八重櫻

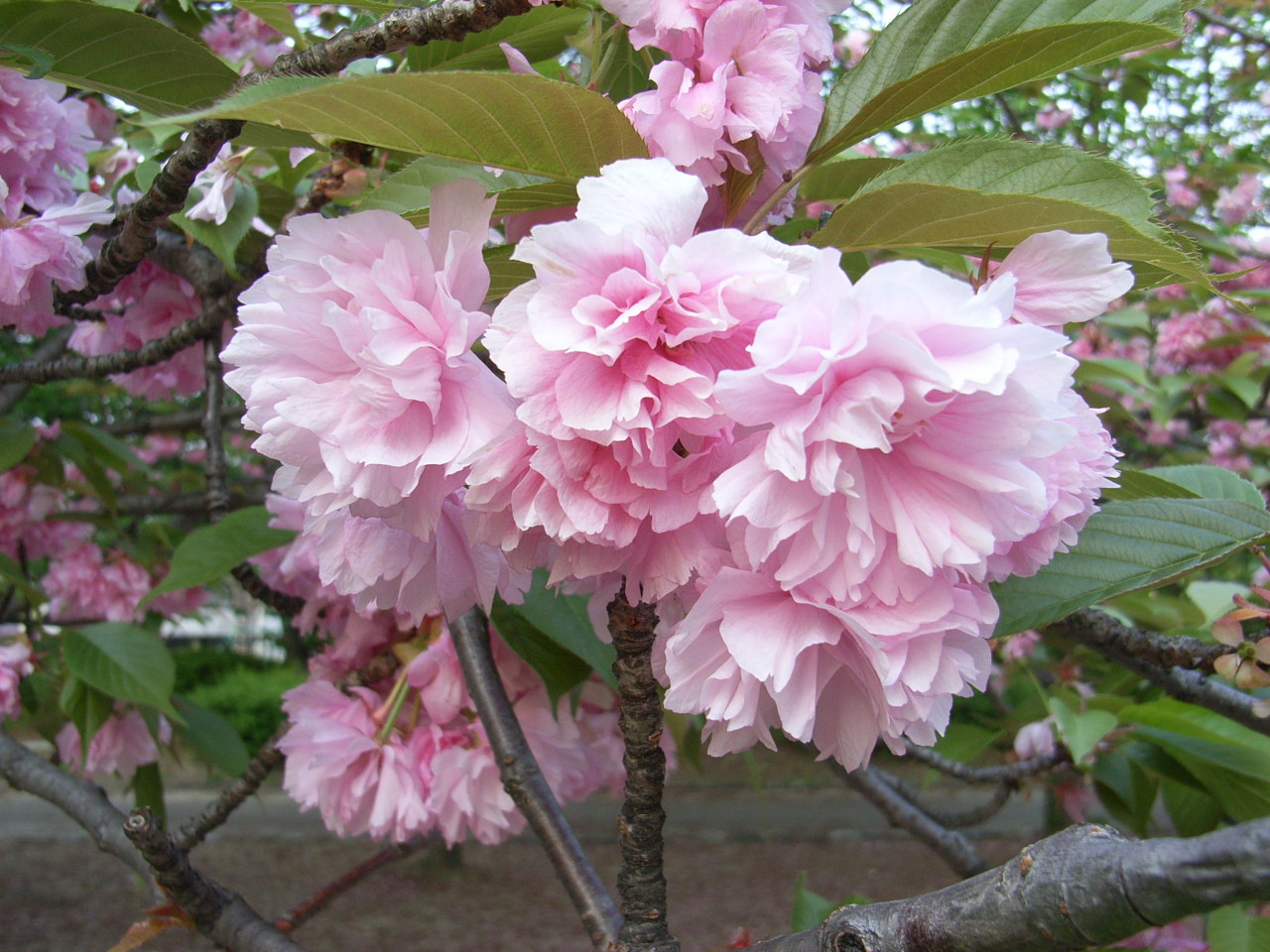
八重櫻的一種

八重櫻（日语：やえざくら）是重瓣櫻花的總稱，非特定的品種名，品種眾多，常見的是關山樱、普賢象、八重紅枝垂等。花瓣非常多又細，狀如菊花者，也稱作菊櫻。

## 圖像
- 關山
- 普賢象
- 八重紅枝垂
- 鹽竈櫻

## 關連項目
- 里櫻
- 櫻湯